# Alphonse II du Kongo et Nkondo
Alphonse II du Kongo et Nkondo  (Nvita-a-Nkanga  en kikongo et D. Afonso en portugais) (mort en 1669), du Kanda de Kimpanzu, est Manikongo du royaume du Kongo pendant une brève période en 1665.
Alphonse II était l'époux de Dona Ana Afonso de Leão, une sœur de Garcia II du Kongo, lorsqu'il revendique le trône après la défaite et la mort d'Antoine Ier lors de la Bataille d'Ambuila le 29 octobre 1665.
Appuyé par les forces du comte de Soyo, il devient roi à São Salvador en novembre 1665, mais le Kanda Kinlaza, qui avait occupé le trône depuis les trois dernières décennies intervient rapidement pour éliminer ce rival et Alphonse II est déposé dès décembre 1665 et Alvare VII du Kongo le candidat du Kanda Kinlaza est proclamé roi.
Le roi détronné est obligé de se retirer dans les montagnes de Nkondo où il établit sa résidence sur les rives de I'Ambriz. Il continue de se considérer comme roi légitime jusqu'à sa mort peut-être empoisonné en 1669.

## Source
- John K. Thornton « The Kingdom of Kongo, ca. 1390-1678. The Development of an African Social Formation (Le royaume du Kongo, ca. 1390-1678. Développement d'une formation sociale africaine) » dans : Cahiers d'Études Africaines Vol. 22, Cahier 87/88, Systèmes étatiques africains (1982), p. 325-342.